# Chiharu Icho
Chiharu Icho (Japans: 伊調 千春, Ichō Chiharu) (Hachinohe, 6 oktober 1981) is een vrouwelijke Japanse worstelaar. Zij heeft deelgenomen aan de Olympische Spelen van 2004 en 2008, waar ze beide keren zilver won in de vrije klasse tot 48 kg. Ook heeft ze enkele keren de wereldkampioenschappen gewonnen.
Haar jongere zus Kaori Icho is ook worstelaar. 

## Titels
- Wereldkampioene junior vrije stijl tot 50 kg - 2000 en 2001.
- Aziatisch kampioene vrije stijl tot 51 kg - 2001.
- Wereldkampioene student vrije stijl tot 51 kg - 2002.
- Wereldkampioene vrije stijl tot 51 kg - 2003.
- Kampioene Klippan Lady Open vrije stijl tot 51 kg - 2003
- Aziatisch kampioene vrije stijl tot 48 kg - 2004 en 2008.
- Wereldkampioene vrije stijl tot 48 kg - 2006 en 2007.